# ACTION!!!
『ACTION!!!』（アクション!!!）は、2014年1月15日にキューンレコード から発売された、日本のロックバンド、POLYSICSのスタジオ・アルバム。

## 概要
「今回のアルバムは『MEGA OVER DRIVE』の延長線上」とハヤシが語る通り、本作は前作『MEGA OVER DRIVE』の流れを汲んだスタジオ・アルバムであり、エンジニアリングとマスタリングは引き続き益子樹（ROVO / DUB SQUAD / ASLN）が担当している。また、本作にはニュー・ウェイブのみならず、EDMやハードコア、1980年代の音楽の要素が取り込まれている。2014年1月から同年3月にかけて本作を携えた全国ツアー「POLYSICS JAPAN TOUR 2014 "ACTION!!!"」が全19公演行われた。

## 制作
2012年末にアルバム『Weeeeeeeeee!!!』をリリース後、全国ツアーや台湾公演の間を縫って楽曲制作行われていたが、『MEGA OVER DRIVE』のリリース後はアルバム制作にあたりそれまで制作中にあった楽曲を排し、最初から制作することとなった。そのため本作のレコーディングは曲作りと同時並行で行われ、その中でも「Turbo Five」についてはアレンジが定まってから半日も経たない内にレコーディングに着手した。（この楽曲はミュージック・ビデオが存在し、YouTubeに公開されている。）

## 収録曲

### CD
| #   | タイトル                 | 作詞                    | 作曲                    | 時間 |
| --- | ------------------------ | ----------------------- | ----------------------- | ---- |
| 1.  | 「ACTION!!!」            |                         | Hiroyuki Hayashi        | 1:53 |
| 2.  | 「MEGA OVER DRIVE」      | Hiroyuki Hayashi / Fumi | Hiroyuki Hayashi / Fumi | 3:27 |
| 3.  | 「O MEGA NE」            | Hiroyuki Hayashi        | Hiroyuki Hayashi        | 3:03 |
| 4.  | 「Post Post」            | Hiroyuki Hayashi        | Hiroyuki Hayashi / Fumi | 2:56 |
| 5.  | 「Number Zero」          | Hiroyuki Hayashi        | Hiroyuki Hayashi / Fumi | 3:32 |
| 6.  | 「発見動物探検隊」       | Hiroyuki Hayashi        | Hiroyuki Hayashi        | 3:54 |
| 7.  | 「Rhythm」               |                         | Hiroyuki Hayashi        | 3:07 |
| 8.  | 「New Melody」           | Fumi                    | Hiroyuki Hayashi / Fumi | 3:09 |
| 9.  | 「Sparky」               | Hiroyuki Hayashi        | Hiroyuki Hayashi / Fumi | 4:30 |
| 10. | 「How To Be A Good Boy」 | Hiroyuki Hayashi        | Hiroyuki Hayashi / Fumi | 3:42 |
| 11. | 「Don't Stop Johnny」    | Hiroyuki Hayashi        | Hiroyuki Hayashi        | 2:47 |
| 12. | 「Turbo Five」           | Hiroyuki Hayashi        | Hiroyuki Hayashi        | 3:43 |

## エピソード
本作のレコーディングで得た経験とアルバムの仕上がりにハヤシは満足していたが、売上枚数と動員の面で自身の想定する結果を出せなかったことに肩を落としており（当時の心境についてハヤシは「自分のやりたいことが、あまり面白がられていない気がした。」と語っている）、次作（『HEN 愛 LET'S GO!』『HEN 愛 LET'S GO! 2 〜ウルトラ怪獣総進撃〜』）の制作に入るまで音楽面でも煮詰まった状況となっていたことを吐露している。